# Sanduíche de bondiola
Sanduíche de bondiola (em castelhano:  Sándwich de bondiola) ou bondipan é um sanduíche feito com fatias grossas de paleta de porco, geralmente comercializado por vendedores de comida de rua e restaurantes na Argentina. A carne consiste em fatias de paleta de porco assada ou curada e geralmente servida em pão de brioche crocante. Pode ser coberta com uma variedade de condimentos e vegetais.

## História
O sanduíche é comum em muitos restaurantes de Buenos Aires. e, em 2013, rivalizou em popularidade com o choripán (linguiça) e a parrilla (carne fresca grelhada). Ele também é comumente chamado de "bondipan". A carne de porco costuma ser grelhada e o sanduíche é considerado comida de rua, é visto como um item alimentar tradicional: fatias grossas de carne de porco são servidas em um pão crocante com molho de limão e alho.
Na Argentina, o lanche também é oferecido em todos os restaurantes de fast food Burger King: eles o chamam de "Bondiolita King". O sanduíche é oferecido com uma variedade de coberturas tradicionais em um pão coberto com gérmen de trigo. O sanduíche também é oferecido nos restaurantes Burger King no Paraguai.

## Descrição
A carne consiste em fatias de ombro de porco curado assado servido no pão. O sanduíche é geralmente servido com suco de limão. Há variações do sanduíche de bondiola. Ocasionalmente, a carne de bondiola é refogada em cerveja e servida com queijo cheddar e cebolas caramelizadas, e servida no pão de brioche. Pode ser acompanhado de salada de repolho, repolho e salada de maionese. Ocasionalmente, a carne de bondiola é recheada com outros ingredientes, como bacon e cebola, e servida em um pão. O sanduíche é geralmente servido em uma porção grande o suficiente para mais de uma pessoa.

### CarneBondiola

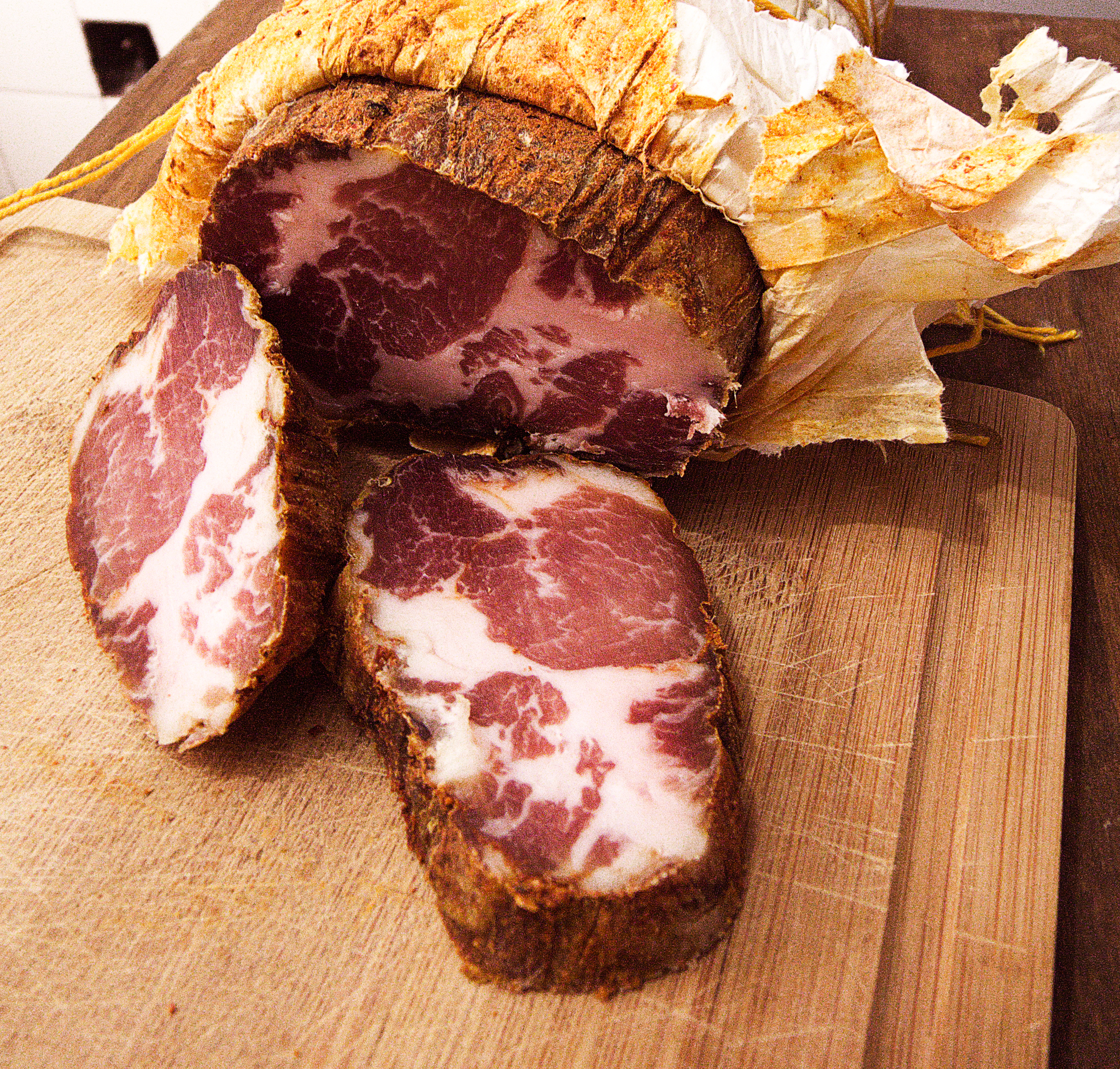
Carne bondiola curada

A carne gordurosa da paleta de porco é preparada com tempero que inclui noz-moscada, sal, páprica e pimenta, e depois é embalada e amarrada por 30 a 60 dias. Durante o processo, a água evapora da carne e ocorre a fermentação do ácido lático. As enzimas que são liberadas lhe dão sabor. A bondiola também pode ser feita usando pernas traseiras de porco e carne retirada dos músculos do pescoço.
O processo de cura da bondiola inclui geralmente a cura da carne na bexiga de um porco e algumas formas envolvem a adição de vitela (bondiola di Adria) ou a defumação da carne (bondiola affumicata). Quando o bacon é incluído no processo de cura, ele é chamado de Bondiola di Treviso.